# Afghanes
Afghanes est un documentaire réalisé par Solène Chalvon-Fioriti en 2023 et diffusé dans le cadre de l'émission Le Monde en face sur France Télévisions,.

## Récompense
Le documentaire est récompensé par le Grand Prix du 31e Figra en 2024.